# SO Kalitea
SO Kalitea (gr. Σκακιστικός Όμιλος Καλλιθέας, Skakistikos Omilos Kallitheas) – grecki klub szachowy z siedzibą w Kalitei, sześciokrotny mistrz kraju.

## Historia
Klub został zarejestrowany w 1955 roku. W 1971 roku zdobył Puchar Grecji. W 1979 roku zespół wygrał Alpha Ethniki, w kolejnym sezonie obronił tytuł. W sezonie 1980/1982 zadebiutował w Pucharze Europy, odpadając w pierwszej rundzie z GS Banco di Roma. W latach 1982–1983 SO Kalitea zdobył dwa kolejne tytuły mistrza Grecji, a w 1984 roku wygrał puchar krajowy. W sezonie 1983/1984 Pucharu Europy klub ponownie odpadł w pierwszej rundzie, ulegając Budapesti Spartacus SC. W sezonie 1985 zespół zdobył piąty w swojej historii tytuł mistrzowski, a w sezonie 1985/1986 odpadł w pierwszej rundzie Pucharu Europy z Matinkylän SK. W 1988 roku klub po raz ostatni uzyskał tytuł mistrza krajowego. W sezonie 1989/1990 Pucharu Europy zespół pokonał w pierwszej rundzie Pocztowiec Poznań, następnie przegrywając walkowerem mecz z Tigranem Petrosjanem Moskwa. W późniejszych latach klub grał w mistrzostwach kraju na poziomie Alpha Ethniki i Beta Ethniki.